# Salomone de' Grassi
Pour les articles homonymes, voir Salomone.
Salomone de' Grassi est un enlumineur et un peintre italien de la fin du XIVe siècle et de la première moitié du XVe siècle, dont l'œuvre se situe encore dans la période gothique.

## Biographie
Fils de Giovannino de' Grassi, Salomone de' Grassi travaille avec son père  à la Veneranda Fabbrica del Duomo di Milano, pour le chantier du Dôme de Milan (1389-1400).
Il est plus connu pour ses œuvres comme peintre et dessinateur, datant du début du XVe siècle. En effet, commissionné par Gian Galeazzo Visconti pour sa bibliothèque personnelle et pour la Chartreuse de Pavie, il a réalisé diverses enluminures de manuscrits. 
Salome entreprit avec son père la décoration de l'Offiziolo de Gian Galeazzo Visconti, interrompue en 1402 à la mort du prince et terminée une trentaine d'années plus tard par Belbello da Pavie.

## Œuvres
- La Trinité, huile sur bois sur fond en or, 71 cm × 40 cm.